# Campionato azero di scacchi
Il Campionato azero di scacchi (Azərbaycan Şahmat Çempionatı) si svolge annualmente in Azerbaigian dal 1934 per determinare il campione nazionale di scacchi. Il torneo avviene solitamente a Baku. 
Il campionato è organizzato dalla Federazione Scacchistica Azera (ACF). Dal 1934 il torneo divenne il campionato ufficiale, e dal 1945 si tiene regolarmente ogni anno.

## Edizioni
| Anno | Località | Vincitore             |
| ---- | -------- | --------------------- |
| 1992 | Baku     | Rauf Gadjily          |
| 1993 | Baku     | Rahim Gasimov         |
| 1994 | Baku     | Rauf Gadjily          |
| 1995 | Baku     | Vugar Gashimov        |
| 1996 | Baku     | Vugar Gashimov        |
| 1997 | Baku     | Aidyn Guseinov        |
| 1998 | Baku     | Vugar Gashimov        |
| 1999 | Baku     | Rıfat Bağırov         |
| 2000 | Baku     | Magomed Zulfugarli    |
| 2001 | Baku     | Shakhriyar Mamedyarov |
| 2002 | Baku     | Shakhriyar Mamedyarov |
| 2003 | Baku     | Rauf Məmmədov         |
| 2004 | Baku     | Rauf Məmmədov         |
| 2006 | Baku     | Rauf Məmmədov         |
| 2007 | Baku     | Elmir Hüseynov        |
| 2008 | Baku     | Rauf Məmmədov         |
| 2009 | Baku     | Rəşad Babayev         |
| 2010 | Baku     | Eltac Səfərli         |
| 2011 | Baku     | Nicat Məmmədov        |
| 2012 | Baku     | Ülvi Bacarani         |
| 2013 | Baku     | Zaur Məmmədov         |
| 2014 | Baku     | Ülvi Bacarani         |
| 2015 | Baku     | Rauf Məmmədov         |
| 2016 | Baku     | Eltac Səfərli         |
| 2017 | Baku     | Nicat Abbasov         |
| 2018 | Baku     | Abdulla Gadimbayli    |
| 2019 | Baku     | Məhəmməd Muradlı      |
| 2021 | Naxçıvan | Vasif Durarbəyli      |
| 2022 | Naxçıvan | Məhəmməd Muradlı      |
| 2023 | Baku     | Vasif Durarbəyli      |
| 2024 | Baku     | Aydin Suleymanli      |
| 2025 | Baku     | Rauf Məmmədov         |

| Anno | Località | Vincitrice          |
| ---- | -------- | ------------------- |
| 2001 | Baku     | Zeynəb Məmmədyarova |
| 2002 | Baku     | Firuza Velikhanli   |
| 2003 | Baku     | Turkan Namedyarova  |
| 2004 | Baku     | Afag Khudaverdiyeva |
| 2006 | Baku     | Khayala Isgandarova |
| 2007 | Baku     | Mehriban Şükürova   |
| 2008 | Baku     | Zeynəb Məmmədyarova |
| 2009 | Baku     | Gülnar Məmmədova    |
| 2010 | Baku     | Gülnar Məmmədova    |
| 2011 | Baku     | Türkan Məmmədyarova |
| 2012 | Baku     | Türkan Məmmədyarova |
| 2013 | Baku     | Xəyalə Abdulla      |
| 2014 | Baku     | Xəyalə Abdulla      |
| 2015 | Baku     | Zeynəb Məmmədyarova |
| 2016 | Baku     | Nərmin Kazımova     |
| 2017 | Baku     | Günay Məmmədzadə    |
| 2018 | Baku     | Khanim Balajayeva   |
| 2019 | Baku     | Günay Məmmədzadə    |
| 2021 | Naxçıvan | Gülnar Məmmədova    |